# Балладюр, Эдуар
Эдуа́р Лео́н Рау́ль Балладю́р (фр. Édouard Léon Raoul Balladur; род. 2 мая 1929, Смирна (Измир), Турция) — французский государственный и политический деятель. Премьер-министр Франции (1993—1995), кандидат в президенты Франции.

## Биография
Семья Балладюра происходит из западноармянских банкиров, принявших французское гражданство.

### Личные характеристики
Балладюр достаточно спокойный и взвешенный человек. Примерный семьянин. Сам о себе он как-то сказал: «О, вы окажетесь разочарованы, уважаемые читатели. Я не сделал ничего интересного, я не занимаюсь ни одним видом спорта, я ну совершено не хожу на коктейли, а больше всего предпочитаю сидеть дома и читать, читать, и читать». В детстве был достаточно хилым ребёнком, однако сумел преодолеть многие трудности.

### Образование
- Лицей в Марселе
- Школа политических наук, Париж
- Национальная административная школа, Париж[3]

## Политическая карьера
Политическая карьера началась в 1963 году, когда Балладюр начал работать в голлистском Объединении в поддержку республики. До 1974 года главный секретарь при президенте Франции Жорже Помпиду. Стал автором Гренельских соглашений, положивших конец легендарным беспорядкам 1968 года. В 1986—1988 годах был министром финансов в правительстве Жака Ширака и его политическим союзником по партии «Объединение в поддержку республики». Возглавлял последнее правительство при президенте республики Франсуа Миттеране: занимал должность премьер-министра Франции с 1993 по 1995 год.
Экономические взгляды Балладюра более либеральны, чем взгляды Ширака.
В 1995 году выставил свою кандидатуру на выборах президента республики, первоначально опережал по популярности Ширака, но в итоге незначительно уступил ему (не прошёл во второй тур). Соперничество между двумя кандидатами от одной партии обострило их отношения. После победы во втором туре и инаугурации Ширака был заменён на Алена Жюппе. Сложилась особая фракция политиков, т. н. балладюрианцы, враждебная и социалистам, и Шираку; к ней примыкал в то время, между прочим, и Николя Саркози.
Балладюр, однако, не оставил большую политику. Он получает мандат депутата Национального Собрания от избирателей по итогам как внеочередных парламентских выборов 1997 года, так и очередных — в 2002 году. В 1997—2002 годах Балладюр возглавлял комиссию иностранных дел нижней палаты Парламента, входя в группу Союза за народное движение. Он выдвигал свою кандидатуру на пост председателя Национального Собрания, но проиграл Жан-Луи Дебре.
Балладюр входил с 1995 по 2001 год в Генеральный Совет Парижа. В 1998 году был членом регионального совета Иль-де-Франс.
Председатель Комитета по изучению и внесению предложений по модернизации и восстановления равновесия институтов V Республики
18 июля 2007 года Эдуард Балладюр был назначен Президентом Республики Николя Саркози председателем Комитета по изучению и внесению предложений по модернизации и восстановления равновесия институтов V Республики, получивший в прессе название «Комитет Балладюра». 29 октября 2007 года группа экспертов представила доклад, в котором содержалось 77 предложений по реформе институтов власти V Республики. В отличие от предложений Консультативного конституционного комитета во главе с Ж. Веделем, учреждённым Миттераном в 1993 году, этот труд не пропал втуне и лёг в основу конституционной реформы, состоявшейся 23 июля 2008 года — самой масштабной с момента основания Пятой Республики в 1958 году. Главным её итогом стало существенное смягчение жёстких правил «рационализированного парламентаризма»: законопроекты будут рассматриваться Парламентом в редакции, утверждённой комиссией, число которых увеличено с 6 до 8; установлен минимальный срок рассмотрения Парламентом текстов (6 недель в первой палате, и 4 — во второй), законодательная компетенция Парламента расширена (в ст. 34 включены вопросы свободы, плюрализма и независимости средств массовой информации), статья «49-3» может быть использована только в отношении законов о государственном бюджете и законов о финансировании социального обеспечения, парламент Франции получает возможность принимать резолюции, носящие рекомендательный характер, и в то же время теперь его обязательному одобрению подлежат отправка военных контингентов и продление военных операций на срок более четырёх месяцев и т. д. Комитет счёл ограничение двумя сроками полномочий Главы государства «бесполезным и преждевременным». Тем не менее по настоянию Н. Саркози в утверждённый затем проект было включено правило о том, никто не может осуществлять более двух последовательных мандатов.
Председатель Комитета по реформированию территориальных коллективов
22 октября 2008 года Эдуарду Балладюру была поручена новая миссия — возглавить Комитет по реформированию территориальных коллективов, ответственного, как указал Н. Саркози, за «изучение мер, способных упростить структуру территориальных коллективов, сделать ясным распределение полномочий между ними и позволить сделать более понятным их финансирование». Доклад Комитета, озаглавленный «Действовать незамедлительно», лёг на стол Главе государства 1 марта 2009 года. Законопроект, имеющий целью проведение масштабной реформы территориального устройства со времён внедрения «децентрализации» в управления страной, в частности, предусматривающий замену избранников Генеральных советов (департамент) и членов Региональных советов (регион) единой категорией «территориальных советников», был внесён в Парламент 29 октября 2009 года. Как ожидается, окончательный проект на основе рекомендаций «Комитета Балладюра» будет утверждён Советом министров и внесён в Парламент в середине сентября 2009 года.

## Идеи и проекты
Балладюр ещё в начале 1990-х двигал проект создания союза демократий. Затем в 1994 году он предложил преобразовать Европейский союз в трёхуровневую организацию с ядром из пяти проинтеграционно настроенных государств, вторым кругом из других членов ЕС и третьим кругом из стран, вставших на путь вступления в ЕС. В принципе на деле по уровню властных полномочий страны оказались распределены таким способом. В конце 2007 года Балладюр опубликовал книгу «К западному союзу Европы и США». По его задумке Европейский союз и США должны объединиться в единый союз с постоянным секретариатом, со встречами лидеров стран. Цель союза — создание единого трансатлантического рынка, реализация общей политики в сфере энергетики и безопасности.

## Кабинет Балладюра 29 марта 1993 — 10 мая 1995
- Эдуар Балладюр — Премьер-министр Франции;
- Ален Жюппе — министр иностранных дел;
- Франсуа Леотар — министр обороны;
- Шарль Паскуа — министр внутренних дел и регионального планирования;
- Эдмон Альфандери — министр экономики;
- Николя Саркози — министр бюджета и представитель Правительства;
- Жерар Лонгуе — министр промышленности, внешней торговли, почт и телекоммуникаций;
- Мишель Жиро — министр труда, занятости и профессионального обучения;
- Пьер Меэньери — министр юстиции;
- Франсуа Байру — министр национального образования;
- Филипп Местр — министр по делам ветеранов и жертв войны;
- Жак Тубон — министр культуры и франкофонии;
- Жан Пуеш — министр сельского хозяйства и рыболовства;
- Мишель Аллио-Мари — министр по делам молодёжи и спорта;
- Доминик Пербен — министр заморских департаментов и территорий;
- Бернард Боссон — министр транспорта, туризма и снаряжения;
- Симона Вейль — министр социальных дел, здравоохранения и городов;
- Мишель Руссен — министр кооперации;
- Эрве де Шаретт — министр жилищного строительства;
- Ален Кариньон — министр связи;
- Андре Россино — министр Государственной службы;
- Ален Мадлен — министр компаний и экономического развития;
- Франсуа Фийон — министр высшего образования и исследований.

Изменения
- 19 июля 1994 — министр связи Ален Кариньон оставляет Кабинет министров и Министерство упраздняется.
- 17 октября 1994 — Жозе Росси наследует Лонгуе как министр промышленности, внешней торговли, почты и телекоммуникаций.
- 12 ноября 1994 — Бернар Дебре наследует Руссену как министр кооперации.

## Награды
- Гранд-офицер ордена Почётного легиона
- Большой крест Национального ордена Заслуг